# جبدرق
جبدرق هي قرية في مقاطعة مشكين شهر، إيران. عدد سكان هذه القرية هو 2,460 في سنة 2006.